# Nola atrocinta
Nola atrocinta is een vlinder uit de familie van de visstaartjes (Nolidae). De wetenschappelijke naam van de soort zijn voor het eerst geldig gepubliceerd in 1998 door Inoue.